# Залізничне (Сумський район)
Залізничне — селище  в Україні, у Лебединській міській громаді Сумського району Сумської області. Населення становить 290 осіб. До 2020 орган місцевого самоврядування — Маловисторопська сільська рада.

## Географія
Селище Залізничне знаходиться на залізничній гілці Тростянець-Суми, станція Боромля. Примикає до села Новгородське (Охтирський район), за 3 км знаходилося зняте 1988 року з обліку с. Лісне.

## Історія
12 червня 2020 року, відповідно до Розпорядження Кабінету Міністрів України № 723-р «Про визначення адміністративних центрів та затвердження територій територіальних громад Сумської області» увійшло до складу Лебединської міської територіальної громади.
19 липня 2020 року, в результаті адміністративно-територіальної реформи та ліквідації Лебединського району, селище увійшло до складу новоутвореного Сумського району.

## Уродженці
- Семененко Євгенія Володимирівна (1997—2022) — сержант Збройних сил України, учасниця російсько-української війни, що загинула у ході російського вторгнення в Україну в 2022 році[3].